# 国际声援西藏运动

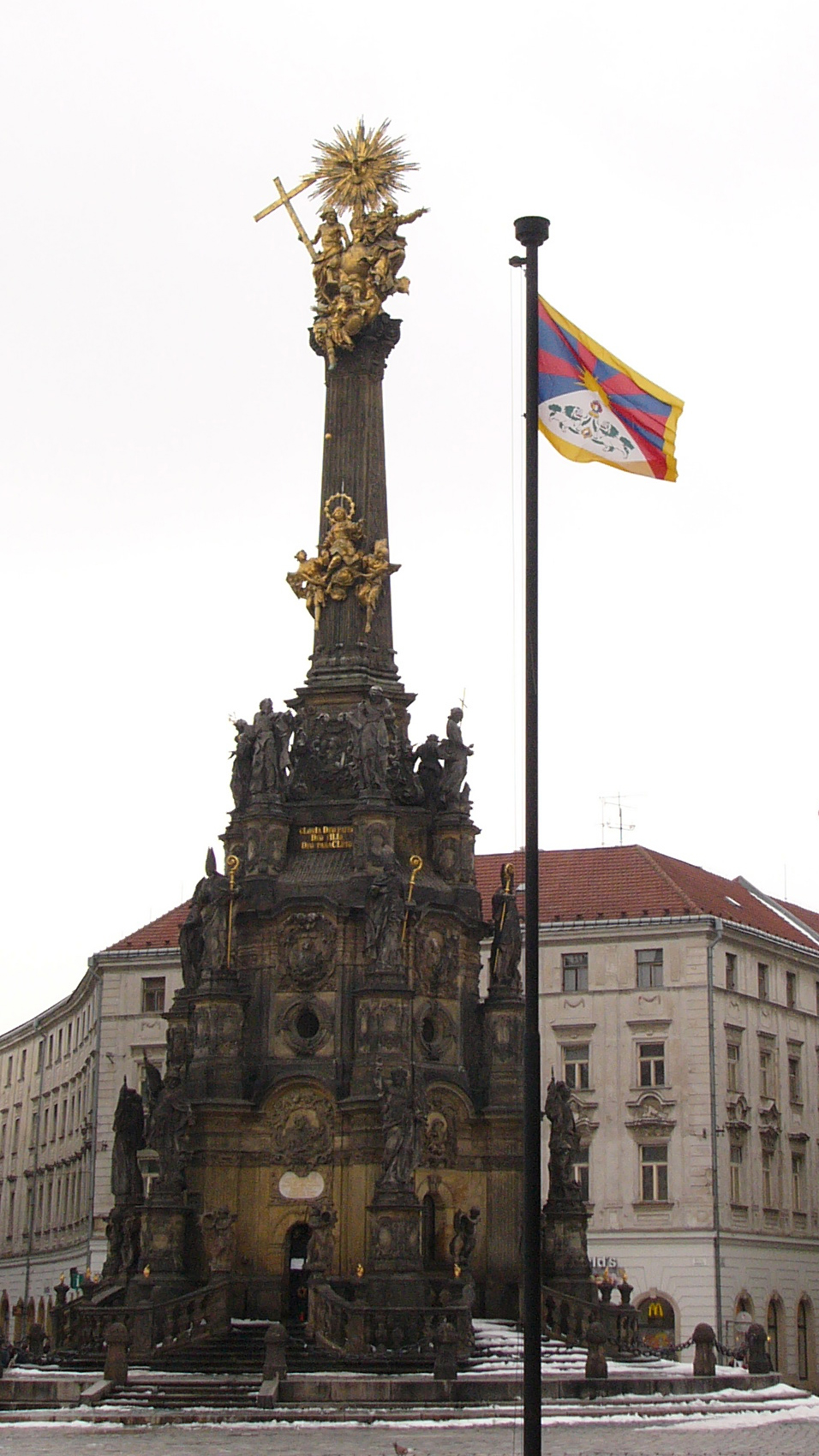
2006年西藏人民起義日46週年時雪山獅子旗飄揚在捷克奧洛摩次的聖三柱前。

國際聲援西藏運動（International Campaign for Tibet）創立於1988年，是一個自称致力於監督、維護藏族人基本人權、支持藏族人自決的非政府組織。目前總部設在美國首都華盛頓，另在歐洲設有德國、荷蘭和丹麥三個分部。該組織現任主席（President）為約翰·艾克利（John Ackerly），現任理事會長（Chair of the Board of Directors）則是國際影星李察·吉爾。它於1995年起每年選出真理之光獎得獎者，由第十四世達賴喇嘛親自頒發。

## 組織使命
「國際聲援西藏運動」致力於促進西藏人民的人權和民主自由，從事下列工作：
1. 監督與報告西藏的人權、環境及社會經濟狀況；
2. 維護因政治或宗教信仰而被囚禁的藏族人；
3. 與政府合作制定幫助藏族人之政策與計畫；
4. 捍衛藏族人的人道與發展援助；
5. 動員個人以及國際社會參與支援藏族人的行動；
6. 藉由中國政府與達賴喇嘛對談，促成藏族人民民族自決。

## 关键人物
1. ICT董事会主席李察·吉爾(Richard Gere)。
2. 主席马特奥．麥卡西(Matteo Mecacci)。
3. 副主席布瓊．次仁(Bhuchung k .Tsering)。
4. 欧盟政策主管文斯．梅滕(Vincent Metten)。
5. ICT阿姆斯特丹执行董事次仁．賈帕 (Tsering Jampa)。
6. ICT柏林执行主任凯．穆勒(Kai Müller)。
7. ICT華盛頓DC分部研究總監凱特．桑德斯(Kate Saunders)。

## 资金来源
国际声援西藏运动的資金主要來自會員捐款。例如2010年四百一十五萬美元的收入中，81%來自會員捐款。2016年與2017年三百多萬美元的收入中，超過90%來自會員捐款。它有時接受美国国家民主基金会一年数万美元的捐款。

## 影響
英國學者派區克•佛蘭區於2008年表示，該組織在國際上對於西藏問題的影響力已經超過達賴喇嘛。

### 腳註
1. ↑  國際聲援西藏運動 官方網站
2. ↑   (PDF). ICT.   [2019-03-16]. （原始内容 (PDF)存档于2012-05-11）.
3. ↑   (PDF).   [2019-03-16]. （原始内容 (PDF)存档于2018-10-18）.
4. ↑  .   [2012-02-06]. （原始内容存档于2014-11-09）.
5. ↑  Patrick French. . 《紐約時報》. March 22, 2008  [2019-03-16]. （原始内容存档于2018-09-22）.

### 內部連結
- 真理之光奖项
- 西藏旅行對等法

### 外部連結
- 國際聲援西藏運動 官方網站（页面存档备份，存于）
- 國際聲援西藏運動影片：20 Years（页面存档备份，存于）
- 國際聲援西藏運動影片：Race For Tibet（页面存档备份，存于）